# Klasični antipsihotik
Klasični antipsihotiki ali nevroleptiki so skupina antipsihotikov (zdravil, ki se uporabljajo zlasti pri zdravljenju shizofrenije in drugih psihotičnih stanj), katerih učinek temelji na blokadi dopaminskih receptorjev D2 (npr. flufenazin, haloperidol). V primerjavi z novejšimi antipsihotičnimi učinkovinami (t. i. atipični antipsihotiki) izražajo klasični antipsihotiki širši spekter neželenih učinkov (ekstrapiramidnih, antiholinergičnih, sedativnih in srčno-žilnih), med njimi tudi ireverzibilnih. Posledično novejše smernice  za zdravljenje psihoz z zdravili priporočajo uporabo atipičnih antipsihotikov pred klasičnimi.

## Zgodovina
Prvi klasični antipsihotik, klorpromazin, so odkrili naključno v zgodnjih 1950-ih. Kmalu so odkrili, da učinkovina poleg antipsihotičnega delovanja povzroča tudi motorične neželene učinke, ki spominjajo na parkinsonizem. Skupino teh učinkovin so zaradi povzročanja nevroleptičnega sindroma (zaviranje psihomotoričnih funkcij, zavrto čustvovanje in otopelost) poimenovali nevroleptiki. Sprva so menili, da so ti simptomi znak učinkovitega antipsihotičnega delovanja, kasneje pa so spoznali, da gre le za neželene učinke, ki niso povezani z antipsihotičnim delovanjem.

## Mehanizem delovanja
Klasični antipsihotiki so antagonisti dopaminskih receptorjev D2, vendar mehanizem delovanja klasičnih antipsihotikov ni povsem pojasnjen. Zaradi zaviranja dopaminskih receptorjev D2 zmanjšajo dopaminergični živčni prenos v štirih dopaminskih sistemih:
- mezokortikalni dopaminski sistem: patofiziološke raziskave shizofrenije so pokazale, da je disfunkcija tega sistema povezana s kognitivnimi motnjami in motnjami čustvovanja oziroma negativnimi simptomi shizofrenije. Zaviranje mezokortikalnega sistema z visokimi odmerki klasičnih antipsihotikov lahko povzroči sekundarne negativne simptome in kognitivne učinke;
- mezolimbični dopaminski sistem: zaviranje mezolimbičnega dopaminskega sistema je osnova antipsihotičnega delovanja. Prekomerna dejavnost mezolimbičnega sistema je namreč povezana s patofiziologijo pozitivnih simptomov shizofrenije;
- nigrostriatni dopaminski sistem: antagonistično delovanje na receptorje D2 v tem dopaminskem sistemu povezujejo s tveganjem za pojav ekstrapiramidalnih učinkov;
- tuberoinfundibularni dopaminski sistem: njegovo zaviranje lahko vodi v hiperprolaktinemijo. Dopamin namreč deluje kot prolaktin zavirajoči dejavnik in blokada receptorjev D2 lahko poveča ravni prolaktina zaradi spodbujanja njegovega sproščanja v možganskem privesku.

Obstajajo dokazi, da klasični antipsihotiki poleg na dopamnski sistem delujejo še na številne druge živčnoprenašalske sisteme, na primer na holineričnega (muskarinskega), alfaadrenergičnega, histaminskega in serotoninskega. Posledično delujejo na številne funkcije v telesu in povzročajo veliko različnih neželenih učinkov.

## Razvrščanje in predstavniki
Glede na kemijsko strukturo razvrščajo klasične antipsihotike na:
- fenotiazine
- butirofenone
- tioksantene
- dihidroindolone
- dibenzepine
- difenilbutilpiperidine

| Kemijska skupina       | Opis                                                      | Predstavniki   |
| ---------------------- | --------------------------------------------------------- | -------------- |
| Fenotiazini            | alifatična stranska veriga (nizko- do srednjepotentni)    | klorpromazin   |
|                        |                                                           | levopromazin   |
|                        |                                                           | promazin       |
|                        |                                                           | triflupromazin |
|                        | piperidinska stranska veriga (nizko- do srednjepotentni)  | mesoridazin    |
|                        |                                                           | periciazin     |
|                        |                                                           | pipotiazin     |
|                        |                                                           | tioridazin     |
|                        | piperazinska stranska veriga (srednje- do visokopotentni) | perfenazin     |
|                        |                                                           | flufenazin     |
|                        |                                                           | trifluoperazin |
| Butirofenoni           | visokopotentni                                            | benperidol     |
|                        |                                                           | droperidol     |
|                        |                                                           | haloperidol    |
| Tioksanteni            | nizko- do srednjepotentni                                 | klopentiksol   |
|                        |                                                           | flupentiksol   |
|                        |                                                           | tiotiksen      |
|                        |                                                           | zuklopentiksol |
| Dihidroindoloni        | nizko- do srednjepotentni                                 | molindon       |
| Dibenzepini            | nizko- do srednjepotentni                                 | lotiapin       |
|                        |                                                           | loksapin       |
| Difenilbutilpiperidini | visokopotentni                                            | fluspirilen    |
|                        |                                                           | pimozid        |